# De Levensbron (Puttershoek)
De Levensbron is een kerkgebouw van de Gereformeerde Gemeente te Puttershoek, gelegen aan de Sportlaan. 

## Geschiedenis
Het kerkgebouw heeft een relatief korte geschiedenis, aangezien het tussen 2012 en 2013 gebouwd is, omdat het voormalige kerkgebouw te klein werd voor het aantal leden van de Gemeente. Het oude gebouw had geen plaats meer voor de (minstens) 270 leden. Het nieuwe kerkgebouw heeft vier zalen, waarin plaats is voor driehonderd leden.

## Gebouw
De grond, de bouw van het kerkgebouw en het orgel kostten bij elkaar circa €2.250.000. Er is 3500 m² grond gebruikt voor de bouw van de kerk. De kerktoren is niet uitgerust met kerkklokken, om de inwoners van de Grienden niet tot last te zijn. Het orgel van de Gereformeerde kerk in Puttershoek is gemaakt door de Haarlemse firma Flentrop, waarna het in 1971 in de inmiddels gesloten (2007) Erlöserkirche in Hamm, Duitsland werd geplaatst. Toen de kerk in 2007 werd gesloten, kocht Orgelmakerij Steendam uit Roodeschool het orgel op. Flentrop kocht het orgel over en plaatste het in de nieuwe Gereformeerde kerk in Puttershoek. 